# Jonathan Souza
Jhonatan Daniel Souza Motta Montero (Salto, 7 de marzo de 1989) es un futbolista uruguayo. Juega de defensa central en el Xelajú Mario Camposeco de la Liga Nacional de Fútbol de Guatemala.

## Clubes
| Club                 | País      | Año             |
| -------------------- | --------- | --------------- |
| Liverpool            | Uruguay   | 2010 - 2011     |
| Boca Unidos          | Argentina | 2011            |
| Rampla Juniors       | Uruguay   | 2012            |
| Progreso             | Uruguay   | 2013            |
| Cerro Largo          | Uruguay   | 2013 - 2014     |
| Villa Teresa         | Uruguay   | 2014 - 2016     |
| Deportivo Táchira    | Venezuela | 2016 - 2019     |
| C. S. D. Xelajú M.C. | Guatemala | 2019 - presente |